# Eiderstede
Eiderstede war eine 1148 erstmals genannte Gemeinde in Schleswig-Holstein. 1906 erfolgte die Vereinigung mit der damals kleineren Nachbargemeinde Bordesholm, dessen Name für den Zusammenschluss übernommen wurde. Die Grenzen der heutigen Gemeinde Bordesholm entsprechen weitgehend diesen beiden Ursprungsgemeinden.

## Erste urkundliche Erwähnung
Heinrich der Löwe bestätigte am 13. September 1148 dem Kloster Neumünster einige Besitzungen in den holsteinischen Elbmarschen. Einer der in der Urkunde erwähnten Zeugen war der Bode Alduardus de Eiderstide (= Alward von Eiderstede). In diesem Schriftstück ist Eiderstede zum ersten Mal aktenkundig.

## Vor dem Zusammenschluss mit Bordesholm

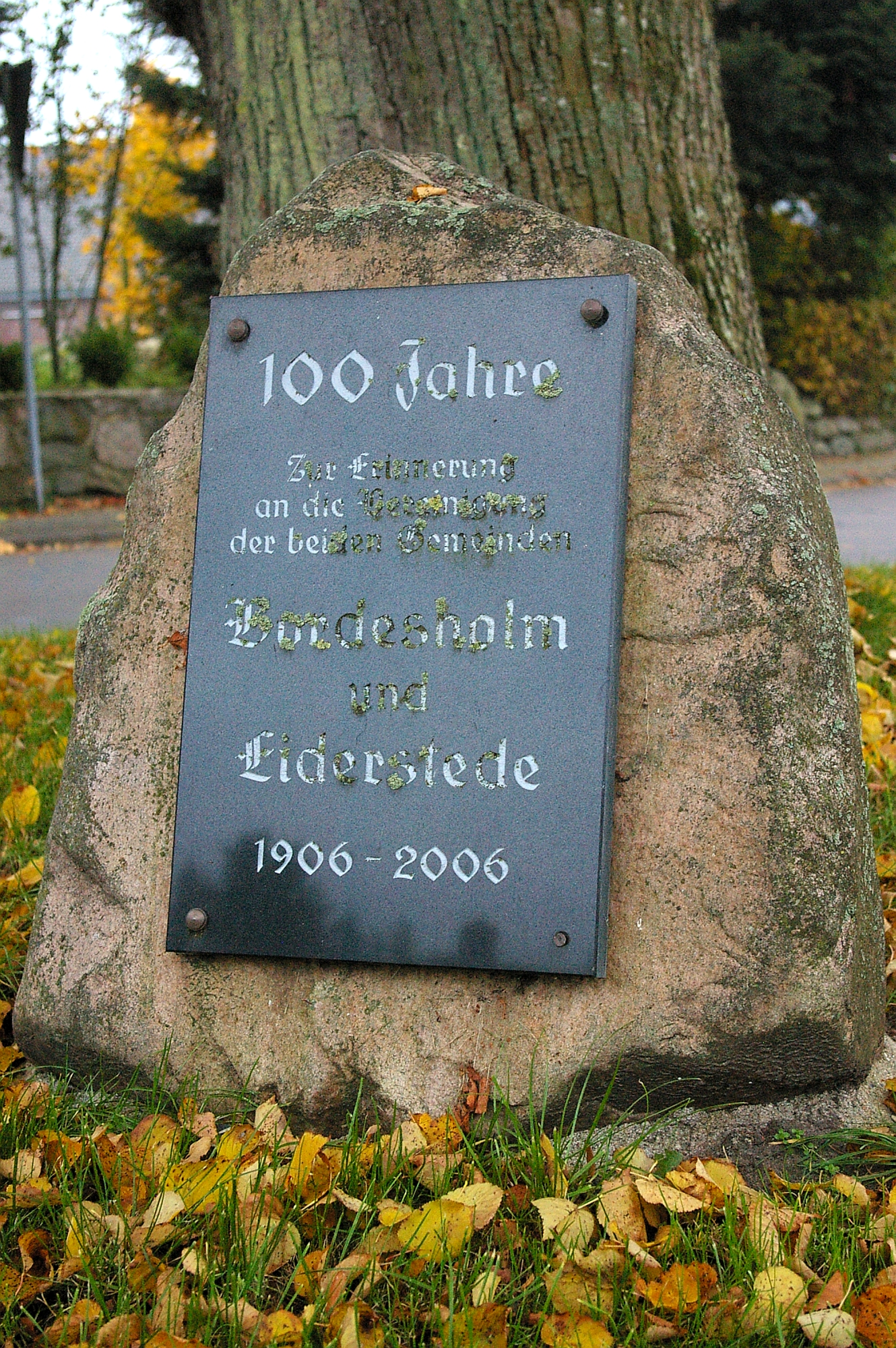
2006 errichteter Gedenkstein zur Erinnerung an den Zusammenschluss

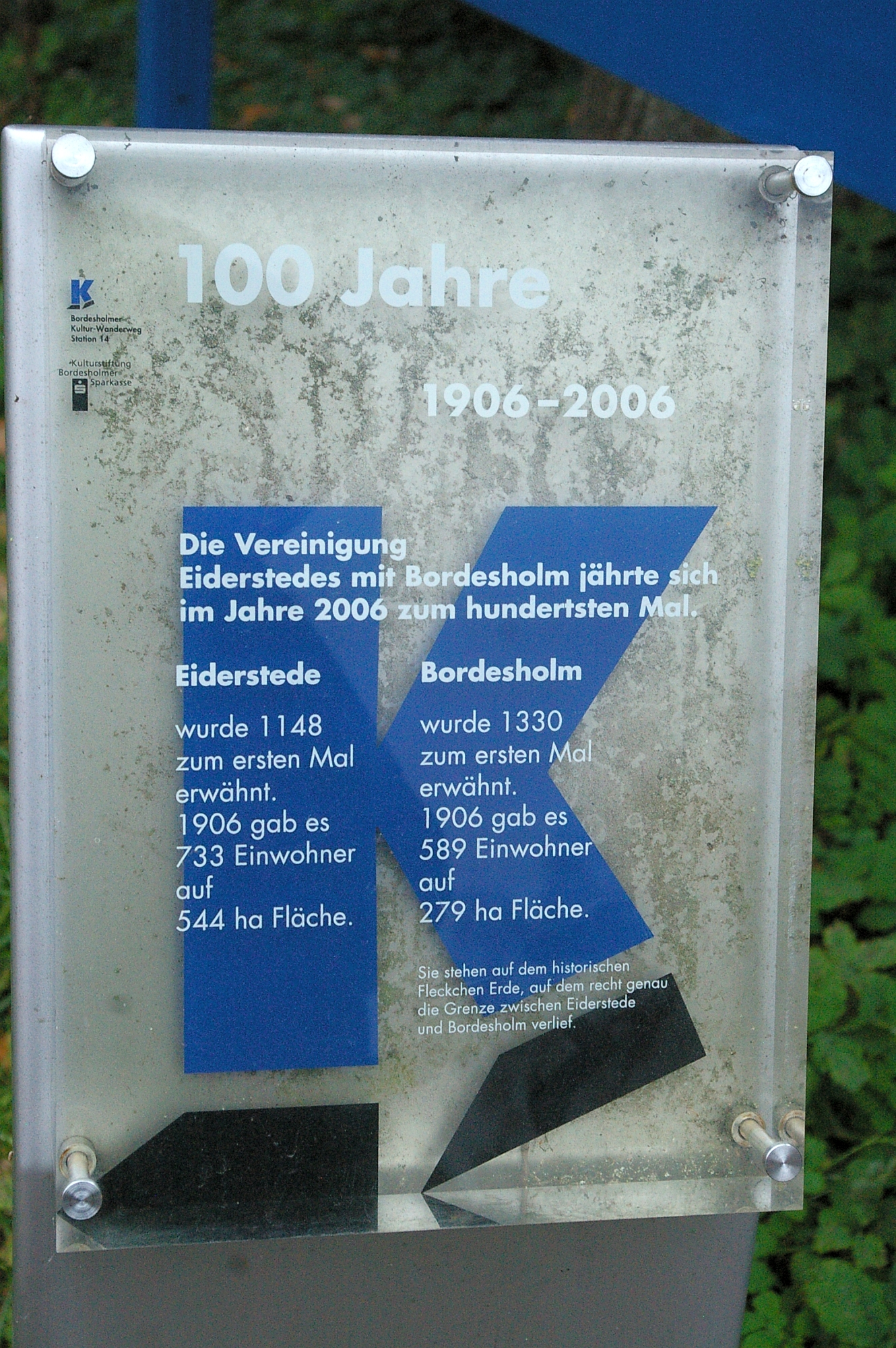
Markierung des historischen Grenzverlaufs zwischen Eiderstede und Bordesholm

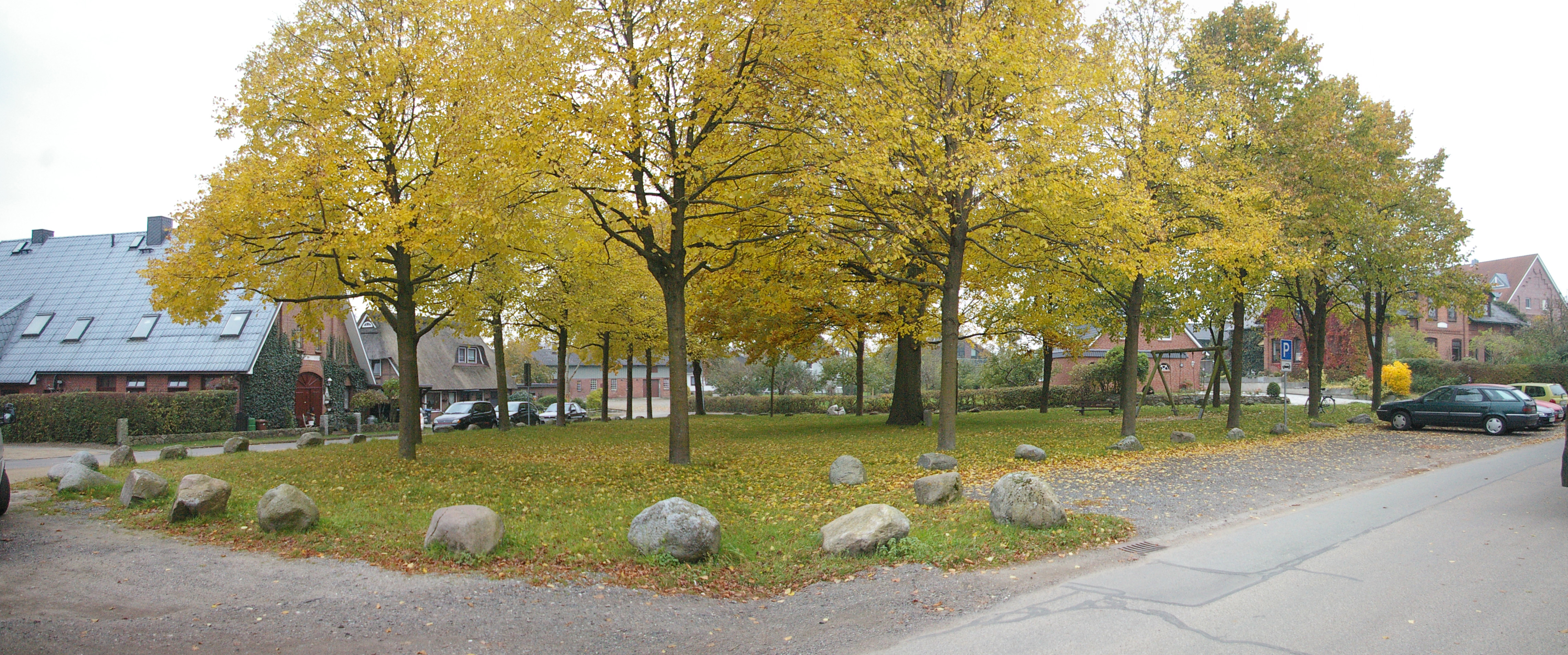
Dorfplatz von Eiderstede im Jahr 2011

Eiderstede umfasste vor dem Zusammenschluss ein Dorf sowie die dazugehörende Gemeinde und befand sich im Amtsbezirk und Kirchspiel Bordesholm. Die Gemeinde wurde von der Altona-Kieler Chaussee und der Bahnstrecke von Hamburg nach Kiel durchschnitten. Im Süden befand sich das Dosenmoor, von dem ein Teil zur Gemeinde gehörte. Hier wurde Torf zum eigenen Gebrauch und zum Verkauf gewonnen. Im Westen befand sich der Bordesholmer See, früher Eidersteder See.
Zwischen der Chaussee und dem Bordesholmer See lag das Dorf Eiderstede, zu dem 7 ha Land gehören. Hier befand sich auch eine Dorfschule.
Laut einer Topographie des Landkreises Kiel aus dem Jahre 1898 gab es zu dem Zeitpunkt in Eiderstede 544 Einwohner, 117 Haushaltungen in 84 Wohnhäusern. Zusätzlich waren Handel und Industrie bereits stark vertreten: In der Gemeinde befanden sich fünf Geschäfte, vier Wirtshäuser, eine Maschinenfabrik, eine Selterwasserfabrik, zwei Pantoffelfabriken, eine Brauerei, eine Meierei, eine Gärtnerei sowie eine Holzverarbeitungsfabrik mit 40 Arbeitern.
Im Osten grenzte Eiderstede später an Bordesholm, das erst 1330 mit der Gründung des Klosters entstand. Obwohl die flächenmäßig kleinste Gemeinde des Amtsbezirks hatte Bordesholm traditionell einen Führungsanspruch als Konzentrationspunkt von Verwaltung und Rechtsprechung.
Zusätzlich gab es die Gemarkungen Eiderstederfeld und Eiderhöhe. Der auf dem Eidersteder Gemeindegebiet befindliche Bahnhof hieß erst „Bordesholm“ und wurde später in „Bordesholm-Bahnhof“ umbenannt. Besonders um diesen Bahnhof entwickelte sich ein drittes Ortszentrum, das in wirtschaftlicher Hinsicht Eiderstede und Bordesholm schnell überflügelte. Dort hatten sich viele Gewerbe- und Gastronomiebetriebe angesiedelt. Zusätzlich bauten dort viele ehemalige Kieler Bürger ihre Villen. Besonders durch den Bauboom in diesem Bereich stieg die Einwohnerzahl des Eidersteder Gemeindegebiet bis zum Jahr 1906 auf 733.

## Vereinigung von Eiderstede und Bordesholm
Die Kinder der Neubürger besuchten die Eidersteder Dorfschule, die zu diesem Zeitpunkt schon überfüllt war. Als sich die schulische Situation in Eiderstede weiter verschlechterte wandten sich Landrat, Schulaufsicht, der Propst und die Lehrer an die Eidersteder Gemeindepolitiker mit der Bitte um den Anbau für einen dritten Klassenraum. Die Gemeinde konnte jedoch die Kosten hierfür nicht aufbringen. Zugleich lief der Schulbetrieb in Bordesholm kostengünstiger als in Eiderstede, da Schulgebäude und Grundstück Eigentum der Kirchengemeinde waren.
Am 11. Februar 1903 wurde von der Eidersteder Gemeindevertretung einstimmig der Beschluss gefasst, dass eine Vereinigung mit der Gemeinde Bordesholm anzustreben sei. Erst zwei Jahre später entschloss sich Bordesholm mit Eiderstede entsprechende Verhandlungen aufzunehmen.
In Kommissionen wurden daraufhin die rechtlichen und finanziellen Einzelheiten des Eingemeindungsvertrages ausgehandelt. Bei der Kreistagssitzung am 17. November 1905 findet das Gutachten des Kreisausschusses auch die Zustimmung des gesamten Kreistages. Daraufhin wird die preußische Provinzialbehörde in Schleswig kontaktiert.
Zur endgültigen Genehmigung der Vereinigung gehen die kompletten Unterlagen Mitte Dezember 1905 an das Preußische Staatsministerium in Berlin. Dort fällt am 22. Januar 1906 die Entscheidung:

„Seine Königliche Majestät haben mittels allerhöchsten Erlasses geruht, dass die im Landkreise Kiel belegenen Landgemeinden Bordesholm und Eiderstede vom 1. April des Jahres ab zu einer Landgemeinde mit dem Namen Bordesholm vereinigt werden.“

Dieser Erlass wird der Öffentlichkeit durch das Amtsblatt der Königlichen Regierung zu Schleswig am 2. März 1906 mitgeteilt. Es folgte die Wahl einer gemeinsamen Gemeindevertretung, die am 24. April zu ihrer ersten Sitzung zusammenkommt. Nach dem 31. März 1906 hörte Eiderstede auf als Gemeinde zu existieren. Zu diesem Zeitpunkt hatte Eiderstede 744 Einwohner auf 544 ha gegenüber Bordesholm mit 589 Einwohnern auf 279 ha.

## Gegenwart
Der ursprüngliche Gemeindename findet sich heute nur noch in den Straßennamen „Eiderstede“ und „Eidersteder Straße“ wieder. Beide Straßen befinden sich auf dem Gebiet des ehemaligen Dorfes Eiderstede, traditionell wird dieser Ortsteil von Bordesholm heute noch als „Eiderstede“ bezeichnet. Nur hier sind auch noch die bäuerlichen Ursprünge von Eiderstede/Bordesholm zu sehen.
Zum 100. Jahrestag der Gemeindefusion fanden mehrere Aktionen statt. Unter anderem wurden symbolisch Grenzstelen genau an der damaligen Ortsgrenze sowie ein Gedenkstein im ehemaligen Dorfzentrum von Eiderstede aufgestellt.

## Persönlichkeiten

### Söhne und Töchter der Gemeinde
- Wilhelmine Kurfürst (1892–1945), deutsche Politikerin der SPD und Reichstagsabgeordnete besuchte 1898 bis 1907 die Schule in Eiderstede